# Ochavo de Cantalejo
El ochavo de Cantalejo (en Gacería, ochavo del Vilorio Sierte) es una división administrativa castellana de origen medieval perteneciente a la Comunidad de Villa y Tierra de Sepúlveda.
Los ochavos son una división administrativa que, en un principio, equivalían a la octava parte de un territorio determinado, generalmente comprendían una parte del término rural dependiente de una villa, rigiéndose en este caso por el Fuero de Sepúlveda.
Destaca el uso dentro de su término de la Gacería, variante lingüística local sobre todo utilizada por los tratantes de ganado y trilleros, aunque su uso no se limita a la actividad laboral.

## Comunidad de Villa y Tierra de Sepúlveda
La Comunidad de Villa y Tierra de Sepúlveda se divide en seis ochavos, aunque en un principio fueron ocho. Los ochavos en activo que pertenecen a la Comunidad de Villa y Tierra de Sepúlveda se encuadran dentro de la actual provincia de Segovia. Estos ochavos son:
- Ochavo de Sepúlveda
- Ochavo de Cantalejo
- Ochavo de Prádena
- Ochavo de las Pedrizas y Valdenavares
- Ochavo de la Sierra y Castillejo
- Ochavo de Bercimuel

En el pasado estuvieron también bajo fuerte influencia Maderuelo y Pedraza. Formando además parte del territorio los ochavos de:
- Ochavo de Fresno de Cantespino, hasta su segregación en el siglo XII como Comunidad de Villa y Tierra de Fresno de Cantespino (de la que después se desgranaría también la villa de Riaza).
- Ochavo de Sierra, cuyo territorio está hoy, tras años de disputas, repartido entre las provincias de Guadalajara y Madrid.

## Localidades del ochavo de Cantalejo
El ochavo de Cantalejo, parte de las Comunidades Segovianas, está encabezado por la ciudad de Cantalejo y además está constituido por los siguientes pueblos (a los que se suman sus despoblados):
- Cantalejo (capital)
- San Pedro de Gaíllos
- Cabezuela
- Fuenterrebollo
- Sebúlcor
- Aldeonsancho (recientemente anejado a Cantalejo)
- Valdesimonte (recientemente anejado a Cantalejo)
- Rebollar (recientemente anejado a San Pedro de Gaíllos)
- Aldealcorvo
- Consuegra de Murera (recientemente anejado a Sepúlveda)
- Villar de Sobrepeña (recientemente anejado a Sepúlveda)